# PG-13指定の映画一覧
PG-13指定の映画一覧は、アメリカ合衆国の映画審査機関MPAによる審査で、PG-13指定（13歳未満の鑑賞には、保護者の強い同意が必要）を受けた映画の一覧。あくまで注意喚起であり、年齢制限ではないので、対象年齢以下の者への拘束力はない。

## 概要
日本（映倫）のPG-12指定（12歳未満の鑑賞には、保護者の同伴を推奨）とは、倫理規定に大きな開きがあり、米国（MPAA）の方が、かなり基準の厳しいものとなっている。ライターのD姐が2018年に「VOGUE JAPAN」へ寄せた記事によると、銃を用いたり、死人がたくさん出るほどのアクションシーンがある場合は、PG-13になりやすく、近年（2018年時点）におけるアメリカンコミックスを原作とした映画の大半がこのレイティングに割り振られているとされている。また、映倫のPG-12にはない規定の一つとして、放送禁止用語（例：Fワード）が1つまで許容されているというものがあり、2つ含まれている場合はR指定となる。たとえば、同名ミュージカルを映画化した『ハミルトン』の場合、Fワードが3つ含まれていたため、2か所削る形でPG-13指定におさめたといわれている。
一方、PG-13指定における銃暴力の描写が2013年までの27年間で3倍に跳ね上がり、R指定に近い数だったとする研究結果もあり、研究チームの代表者は性描写と同等の基準を設けるべきだと提言している。

## 一覧
注意事項
- 日本に正式に輸入されていない洋画は記載不可（ビデオスルー（劇場未公開）作品は可）。
- 米国に正式に輸入されていない邦画は記載不可（ビデオスルー（劇場未公開）作品は可）。
- 右記の"【】"は日本（映倫、もしくはビデ倫、ビデオメーカー）のレイティングを表す。
- 公開済みでも一覧に含まれていない作品があります。上記の事項を守って作品を追加してください。

### あ行
- アーティスト
- アーマード 武装地帯
- アイ・アム・サム
- アイ・アム・ナンバー4
- アイ・アム・レジェンド
- アイアンマン
- アイアンマン2
- アイアンマン3
- アイアンマン: 鋼の戦士
- 愛国女子—紅武士道
- 哀愁のトロイメライ/クララ・シューマン物語
- 哀愁の花びら(劇場再公開時)
- アイス・ロード
- 愛は霧のかなたに
- アイム・スティル・ヒア【PG12】
- アイランド
- アイル・ビー・ゼア
- アイ,ロボット
- アウトサイダー(1983)(編集版)
- アウトロー(2012)
- 紅き大魚の伝説
- 赤ずきん
- アクアマン
- アクアマン/失われた王国
- アクシデンタル・スパイ
- アグネス
- アザー・ガイズ 俺たち踊るハイパー刑事!
- アザーズ
- アサシン クリード
- アジャストメント
- アステロイド・シティ
- 明日への地図を探して
- アスペン
- アダム&アダム
- アダム/神の使い悪魔の子【PG12】
- アダムス・ファミリー（1991）
- アダムス・ファミリー2
- 新しい人生のはじめかた
- アップサイドダウン 重力の恋人
- アップルシード アルファ
- アデライン、100年目の恋
- アトランティスのこころ
- あなたにも書ける恋愛小説
- アナポリス 青春の誓い
- アバター（2009）
- アバター:ウェイ・オブ・ウォーター
- アパッチ(1990)
- アパリション -悪霊-
- アビエイター
- アビス
- アフガン零年
- アフター(続編はR指定)
- アフター・アース
- アベンジャーズ(1998)
- アベンジャーズ(2012)
- アベンジャーズ/エイジ・オブ・ウルトロン[1]
- アベンジャーズ/インフィニティ・ウォー
- アベンジャーズ/エンドゲーム
- アベンジャーズ コンフィデンシャル: ブラック・ウィドウ & パニッシャー
- アマチュア
- アメイジング・スパイダーマン
- アメイジング・スパイダーマン2
- アメリカン・アウトロー
- アモス&アンドリュー
- アラモ（2004）
- アラクノフォビア
- アリータ: バトル・エンジェル【PG12】
- アリゲーター2(前作はR指定)
- アリス(1990)
- アリスのままで
- アルティメット・アベンジャーズ
- アルマゲドン
- アローン・イン・ザ・ダークII（前作はR指定）
- アロハ
- アンクル・ドリュー
- 暗殺(1968)(劇場再公開時)
- アンストッパブル(2010)
- アンチャーテッド
- アンツィオ大作戦(劇場再公開時)
- アントマン
- アントマン&ワスプ
- アントマン&ワスプ:クアントマニア
- アンナ・カレーニナ(1997)
- アンナと王様
- アンノウン
- アンブレイカブル
- アンフロステッド: ポップタルトをめぐる物語
- アンホーリー 忌まわしき聖地
- アンボーン
- イーオン・フラックス
- イーグル・アイ
- イエスタデイ
- イエスマン “YES”は人生のパスワード
- イエロー・ハンカチーフ
- 生きのびるために
- 生きる LIVING
- 一枚のめぐり逢い
- イップ・マン 最終章
- イップ・マン 継承(前作まではR指定)
- 移動都市/モータル・エンジン
- 犬王
- 犬ヶ島
- イノセンス
- イフ・アイ・ステイ 愛が還る場所【PG12】
- イマジナリー
- イミテーション・ゲーム/エニグマと天才数学者の秘密
- 依頼人
- イン&アウト
- インクレディブル・ハルク
- インサイド・ジョブ 世界不況の知られざる真実
- イン・ザ・ハイツ
- インシディアス
- インシディアス 第2章
- インシディアス 序章
- インシディアス 最後の鍵
- インシディアス 赤い扉
- インセプション
- インターステラー
- インターンシップ
- インディ・ジョーンズ/最後の聖戦（前作はPG指定）
- インディ・ジョーンズ/クリスタル・スカルの王国
- インディ・ジョーンズと運命のダイヤル
- インデペンデンス・デイ
- インデペンデンス・デイ: リサージェンス
- イントゥ・ザ・スカイ 気球で未来を変えたふたり
- イントゥ・ザ・ストーム
- イントルーダー 怒りの翼
- イン・ハー・シューズ
- インビクタス/負けざる者たち
- インフィニット 無限の記憶
- インフェルノ(2016)
- インベージョン
- インポッシブル
- ヴァレリアン 千の惑星の救世主
- ヴァン・ヘルシング
- ヴィクター・フランケンシュタイン
- ヴィクトリア女王 最期の秘密
- ウィジャ ビギニング 〜呪い襲い殺す〜
- ヴィジット
- ウィッカーマン（2006）
- ヴィレッジ
- ウインズ
- ウィンストン・チャーチル/ヒトラーから世界を救った男
- ウィンブルドン
- ウーマン・トーキング 私たちの選択
- ウエスタン(劇場再公開時)
- ウエスト・サイド・ストーリー
- ウェディング・シンガー
- ウェディング・プランナー
- ヴェノム【PG12】
- ヴェノム:レット・ゼア・ビー・カーネイジ
- ヴェノム:ザ・ラストダンス
- ウォーク・ザ・ライン/君につづく道【PG12】
- ウォークラフト
- ウォーターボーイ
- ウォーターワールド
- ウォーリアー
- ウォリアー・ゲート 時空を超えた騎士
- ウォール・ストリート(前作はR指定)
- ウォルト・ディズニーの約束
- ヴェロニカ・マーズ ［ザ・ムービー］
- ウソツキは結婚のはじまり
- 宇宙戦争（2005）
- ウディ・アレンの影と霧
- ウディ・アレンの重罪と軽罪
- ウディ・アレンのバナナ(劇場再公開時)
- ウディ・アレンの夢と犯罪
- 海がきこえる
- 海を飛ぶ夢【PG12】
- ウルヴァリン:X-MEN ZERO
- ウルヴァリン:SAMURAI
- ウルトラヴァイオレット
- エアポート/トルネード・チェイサー
- 永遠に美しく…
- 永遠の僕たち
- 英雄の証明(2021)
- エイリアンVSプレデター（続編はR指定）
- エージェント:ライアン
- エース・ベンチュラ
- ヱヴァンゲリヲン新劇場版:序
- エクスカリバー(1997)
- エクスペンダブルズ3 ワールドミッション（前作まではR指定）
- エクソダス:神と王
- エクトプラズム 怨霊の棲む家【PG12】
- エクリプス/トワイライト・サーガ
- エスカフローネ
- エターナルズ
- エディー 勝利の天使
- エディット・ピアフ〜愛の讃歌〜
- エノーラ・ホームズの事件簿
- エノーラ・ホームズの事件簿2
- エブリシング
- エベレスト 3D
- エボリューション
- エミリー・ローズ
- エルヴィス
- エレクトラ
- エンジェル ウォーズ
- エンテベ空港の7日間
- エンパイア レコード
- 大いなる遺産(2012)
- 奥さまは魔女
- おくりびと
- オーシャンズ11
- オーシャンズ12
- オーシャンズ13
- オーシャンズ8
- オーシャン・オブ・ファイヤー
- オースティン・パワーズ
- オースティン・パワーズ・デラックス
- オースティン・パワーズ・ゴールドメンバー
- オーストラリア
- オータム・イン・ニューヨーク
- オーバードライヴ(2013)【PG12】
- オー・ブラザー!
- オットーという男
- オデッセイ
- 鬼神伝
- オブリビオン(2013)
- オール・ザ・キングスメン(2006)
- オールド
- オール・マイ・ライフ
- オール・ユー・ニード・イズ・キル
- オーロラの彼方へ
- オブセッション 歪んだ愛の果て
- オペラ座の怪人(2004)
- オペレーション・フィナーレ
- オペレーション・ミンスミート -ナチを欺いた死体-
- オリエント急行殺人事件（2017）
- オリバー・ツイスト
- 俺たちスーパーマジシャン
- 俺たちチアリーダー!
- 俺たちニュースキャスター
- 俺たちニュースキャスター 史上最低!?の視聴率バトルinニューヨーク
- 俺は飛ばし屋/プロゴルファー・ギル
- 女と男の観覧車

### か行
- ガーディアンズ・オブ・ギャラクシー
- ガーディアンズ・オブ・ギャラクシー:リミックス
- ガーディアンズ・オブ・ギャラクシー:VOLUME 3
- カーラの結婚宣言
- 怪獣大決戦ヤンガリー
- 怪物
- カウボーイ & エイリアン
- 帰ってきたMr.ダマー バカMAX!
- カオス・ウォーキング
- カオス・セオリー
- 顔のない天使
- 輝ける人生【PG12】
- 影なき狙撃者(劇場再公開時)
- 過去のない男
- 風立ちぬ（2013）
- かぞくはじめました【PG12】
- 兜 KABUTO
- 神々と男たち【PG12】
- カラー・オブ・ハート
- カラーパープル(1985)
- カラーパープル(2023)
- カリフォルニア・ダウン
- カリフォルニア・トレジャー
- ガルム・ウォーズ
- 華麗なるギャツビー(2013)
- 彼と彼女の第2章
- カレンダー・ガールズ
- 関心領域
- カントリー・ストロング
- ギヴァー 記憶を注ぐ者
- 菊次郎の夏
- 紀元前1万年
- 消されたヘッドライン
- きっと、星のせいじゃない。【PG12】
- きっと忘れない
- 機動戦士ガンダムF91
- きみがぼくを見つけた日
- 君たちはどう生きるか
- きみに読む物語
- 君への誓い
- キャスト・アウェイ
- キャッチ・ミー・イフ・ユー・キャン
- キャットウーマン
- キャドー湖の失踪
- キャプテン・アメリカ 卍帝国の野望
- キャプテン・アメリカ/ザ・ファースト・アベンジャー
- キャプテン・アメリカ/ウィンター・ソルジャー
- キャプテン・アメリカ:ブレイブ・ニュー・ワールド
- キャプテン・フィリップス
- キャプテン・マーベル
- キャプテン・ロン
- キャント・バイ・ミー・ラヴ
- キューティ・ブロンド
- キューティ・ブロンド/ハッピーMAX
- キュリー夫人 天才科学者の愛と情熱
- キラー・アンツ/巨大殺人蟻の襲撃（皮膚の溶けた人間の死体が登場するが、R指定にならなかった珍しい映画）
- ギルバート・グレイプ
- キング・アーサー（2004）
- キング・アーサー（2017）
- キング・オブ・エジプト
- キング・オブ・キングス(1961)
- キングコング2（前作はPG指定）
- キング・コング（2005）
- キングコング:髑髏島の巨神【PG12】
- キンダガートン・コップ
- キンダガートン・コップ2
- クィーン
- クイズ・ショウ
- クッキー・フォーチュン
- グッド・ヘアー〜アフロはどこに消えた?〜
- クライシス2050
- クライ・ベイビー
- クライ・マッチョ
- クラウズ〜雲の彼方へ〜
- グランツーリスモ
- グランド・イリュージョン
- グランド・イリュージョン 見破られたトリック
- グランド・マスター【PG12】
- クランプス 魔物の儀式
- クリード チャンプを継ぐ男
- クリード 炎の宿敵
- クリード 過去の逆襲
- グリーン・カード
- グリーン・デスティニー
- グリーンブック
- グリーン・ランタン
- グリーンランド -地球最後の2日間-
- クリッター
- クリッター2
- クリッター3
- クリッター4/ファイナル・ウォーズ
- クリント・イーストウッド:シネマティック・レガシー
- クルーレス
- クルエラ
- グレートウォール
- クレイジー・ラブ〜ストーカーに愛された女の復讐〜
- クレイジー・リッチ!
- グレイハウンド
- グレイマン
- グレムリン2 新・種・誕・生（前作はPG指定）
- 黒い司法 0%からの奇跡
- 黒い罠(劇場再公開時)
- クローバーフィールド/HAKAISHA【PG12】
- クローバーフィールド・パラドックス
- グローリー/明日への行進【PG12】
- クロオビキッズ/日本参上!(前作、続編からはPG指定)
- クロコダイル・ダンディー(続編からはPG指定)
- クロニクル
- 黒の怨
- クワイエット・プレイス
- クワイエット・プレイス 破られた沈黙
- クワイエット・プレイス:DAY 1
- クンドゥン
- 刑事エデン/追跡者
- ケイティ
- 激流(1994)
- ゲスト
- ゲッタウェイ スーパースネーク
- ゲット スマート
- ゲド戦記
- ケニー
- ゲノムハザード ある天才科学者の5日間
- 権利への階段
- 小悪魔はなぜモテる?!
- 恋におちて
- 恋のから騒ぎ
- 恋のトリセツ 別れ編
- 恋のミニスカウエポン
- 恋人たちのパレード
- 荒野の三悪党(劇場再公開時)
- 高慢と偏見とゾンビ
- コーキー・ロマーノ FBI潜入捜査官?
- ゴージャス
- ゴーステッド Ghosted
- ゴースト・イン・ザ・シェル
- ゴースト・オブ・ガールフレンズ・パスト
- ゴースト/ニューヨークの幻
- ゴースト・ハウス
- ゴーストバスターズ（2016）
- ゴーストバスターズ/アフターライフ【PG12】
- ゴーストバスターズ/フローズン・サマー
- ゴーストライター
- ゴーストライダー
- ゴーストライダー2
- コーダ あいのうた【PG12】
- コードネーム U.N.C.L.E.
- ゴールデンアイ
- ゴールデンボンバー
- 恋する惑星
- ココ・アヴァン・シャネル
- ゴジラ FINAL WARS（前作はPG指定）
- ゴジラ キング・オブ・モンスターズ
- ゴジラvsコング
- ゴジラ-1.0
- ゴジラxコング 新たなる帝国
- ゴッド&ジェネラル/伝説の猛将
- 子連れじゃダメかしら?
- 映画 この素晴らしい世界に祝福を!紅伝説
- この世界の片隅に
- この茫漠たる荒野で
- 今宵、フィッツジェラルド劇場で
- コヨーテ・アグリー
- コロンビアーナ【PG12】

### さ行
- 最愛の子
- 最凶女装計画
- 最高の人生の見つけ方（2007）
- 最後に恋に勝つルール
- 西遊記〜はじまりのはじまり〜【PG12】
- 西遊記2〜妖怪の逆襲〜
- サイン
- ザ・インターネット
- ザ・インタープリター
- ザ・ウォッチャーズ
- サウンド・オブ・サンダー
- サクラ大戦 活動写真
- ザ・クラフト: レガシー
- ザ・クリエイター/創造者
- ザ・コーヴ【PG12】
- ザ・サイレンス 闇のハンター
- ザ・シークレットマン
- ザ・シンプソンズ MOVIE
- ザ・スタンド
- ザ・スピリット
- さすらいの二人(公開当初はPG指定)
- ザ・ターニング
- サバイバー
- サハラ 死の砂漠を脱出せよ
- ザ・バンカー
- ザ・ビートルズ: Get Back
- ザ・フォッグ(2005)
- ザ・フラッシュ
- ザ・ブリザード
- ザ・ボーイ 鹿になった少年
- ザ・ボーイ -人形少年の館-
- ザ・ボーイ -残虐人形遊戯-
- ザ・マミー/呪われた砂漠の王女
- サマリタン
- ザ・ライト -エクソシストの真実-
- サラフィナ!
- サラマンダー
- ザリガニの鳴くところ
- ザ・リング【PG12】
- ザ・リング2
- ザ・リング/リバース
- ザ・ルーム・ネクスト・ドア
- ザ・ルームメイト
- 百日紅 〜Miss HOKUSAI〜
- 猿の惑星: 創世記
- 猿の惑星: 新世紀
- 猿の惑星: 聖戦記
- 猿の惑星/キングダム
- サロゲート -危険な誘い-
- ザ・ロストシティ
- ザ・ワン
- 三銃士/王妃の首飾りとダ・ヴィンチの飛行船
- サンダーボルツ*
- サンドラの週末
- 幸せなひとりぼっち
- しあわせの隠れ場所
- 幸せのちから
- 幸せの向う側
- シークレット・アイズ
- シークレット ウインドウ
- ジーザス・キャンプ
- ジーサンズ はじめての強盗【PG12】
- ジ・インヴィジブル・マン
- ジェイソン・ボーン
- ジェーン・エア(2011)
- ジェサベル
- ジェファソン・イン・パリ/若き大統領の恋
- ジオストーム
- シカゴ(2002)
- 地獄の変異
- シザーハンズ【劇場再公開時はPG12】
- シックス・センス
- シックス・デイ
- シティ・オブ・エンジェル
- シティ・オブ・ジョイ
- シティーハンター
- シビル・ウォー/キャプテン・アメリカ
- ジミー、野を駆ける伝説
- ジム・キャリーのエースにおまかせ!
- ジム・キャリーはMr.ダマー
- シャーク・ナイト【PG12】
- シャーロック・ホームズ（2009）
- シャーロック・ホームズ シャドウ ゲーム
- シャーロット・グレイ
- ジャック
- ジャック・サマースビー
- ジャックと天空の巨人
- ジャック・リーチャー NEVER GO BACK
- シャッター【PG12】
- シャザム!
- シャザム!〜神々の怒り〜
- ジャスティス・リーグ(ザック・スナイダーカットはR指定)
- ジャスティス・リーグ Crisis On Two Earths
- ジャスティス・リーグ:アトランティスの進撃
- ジャスティス・リーグ VS. ティーン・タイタンズ
- ジャスティス・リーグ VS. フェイタル・ファイブ
- シャドウ・オブ・ウルフ
- シャドウハンター
- シャドー(1994)
- ジャングル・クルーズ
- シャン・チー/テン・リングスの伝説
- ジャンパー
- シャンハイ・ヌーン
- シャンハイ・ナイト
- 上海の伯爵夫人
- 終戦のエンペラー
- 呪怨 パンデミック
- 守護神
- 劇場版 呪術廻戦 0
- 主人公は僕だった
- ジュニア
- ジュピター
- ジュマンジ/ウェルカム・トゥ・ジャングル(前作はPG指定)
- ジュマンジ/ネクスト・レベル
- ジュラシック・パーク【劇場再公開時はPG12[5]】
- ジュラシック・パークIII
- ジュラシック・ワールド[1]
- ジュラシック・ワールド/炎の王国
- ジュラシック・ワールド/新たなる支配者
- ジュラシック・ワールド/復活の大地
- ショウタイム
- ショコラ
- ジョージアの日記/ゆーうつでキラキラな毎日
- ジョーズ'87 復讐篇(前作まではPG指定)
- ジョーズ・アパートメント
- ジョー・ブラックをよろしく
- ジョジョ・ラビット
- ジョナ・ヘックス
- ジョン・カーター
- ジョン・キャンディの 迷探偵ハリーにまかせろ?!
- シラノ【PG12】
- 私立ガードマン/全員無責任
- シルヴィ -恋のメロディ-
- シルク(2006)
- シルバラード
- 親愛なるきみへ
- シング・ストリート 未来へのうた【PG12】
- シングルス
- シン・ゴジラ
- 真実の瞬間
- 人生の動かし方
- 人生の特等席
- 人生万歳!
- シンデレラマン
- 侵入者(1962)(ビデオ発売時)
- 侵入する男
- 心霊喫茶「エクストラ」の秘密-The Real Exorcist-
- スウィート・ノベンバー
- スウィング・キッズ（1993）【PG12】
- スーサイド・スクワッド（続編はR指定）
- スーパーマン リターンズ
- スーパーマン:ドゥームズデイ
- スーパーマン VS. エリート
- スーパーマン:アンバウンド
- スーパーマン/バットマン:パブリック・エネミー
- スーパーマン/バットマン:アポカリプス
- スーパーマン/シャザム!:リターン・オブ・ブラックアダム
- スーパーマン / クリストファー・リーヴの生涯
- スーパーマン(2025)
- スカイ・クロラ The Sky Crawlers
- スカイスクレイパー
- スカイライン -征服-【PG12】（続編はR指定）
- スキップ・トレース
- スクール・オブ・ロック
- スコーピオン・キング
- スコーピオン・キング2
- スコット・ピルグリム VS. 邪悪な元カレ軍団
- スター・ウォーズ エピソード3/シスの復讐
- スター・ウォーズ/フォースの覚醒[1]
- スター・ウォーズ/最後のジェダイ
- スター・ウォーズ/スカイウォーカーの夜明け
- スタートレック ファーストコンタクト
- スター・トレック（2009）
- スター・トレック イントゥ・ダークネス
- スター・トレック BEYOND
- スター・トレック セクション31
- スチームボーイ
- スティーブン・キング/ランゴリアーズ
- スティーブ・ジョブズ(2013)
- ステップ・アップ
- ステップ・アップ2:ザ・ストリート
- ステップ・アップ3
- ステップ・アップ4:レボリューション
- ステルス
- ステロイド合衆国
- ストリートファイターII MOVIE
- ストリートファイター
- ストリートファイター ザ・レジェンド・オブ・チュンリー
- ストレンジャー・コール
- スノーホワイト(2012)
- スノーホワイト/氷の王国
- スパイダーマン
- スパイダーマン2
- スパイダーマン3
- スパイダーマン:ホームカミング
- スパイダーマン:ファー・フロム・ホーム
- スパイダーマン:ノー・ウェイ・ホーム
- スパイ・ハード
- 素晴らしきかな、人生
- スパルタカス(劇場再公開時)
- スピード2（前作はR指定）
- スプリット
- スピリテッド
- スペース カウボーイ
- スペクトル
- スペル
- スモール・ソルジャーズ
- スレンダーマン 奴を見たら、終わり
- 聖なるイチジクの種
- 聖闘士星矢 The Beginning
- 世界一キライなあなたに
- 世界最速のインディアン
- 世界侵略: ロサンゼルス決戦【PG12】
- セキュリティ・チェック
- 絶叫屋敷へいらっしゃい
- セブン・イヤーズ・イン・チベット
- セブンス・サン 魔使いの弟子
- セブンティーン・アゲイン
- セルラー
- ゼロ・グラビティ
- 劇場版 戦国BASARA -The Last Party-
- 戦場にかける橋2/クワイ河からの生還
- 戦場の小さな天使たち
- セントラル・インテリジェンス
- ソウルガールズ【PG12】
- ソーシャル・ネットワーク【PG12】
- 劇場版 ソードアート・オンライン -オーディナル・スケール-
- ソー:ラブ&サンダー
- その名にちなんで
- 空はどこにでも
- ソラリス
- ソルト
- ソングバード
- そんなガキなら捨てちゃえば?
- そんな彼なら捨てちゃえば?

### た行
- ダーク・ウォーター
- ダークサマー
- ダーク・シャドウ【PG12】
- ダークスカイズ
- ダークタワー
- ダークナイト
- ダークナイト ライジング
- ダークネス(2002)【PG12】（ノーカット版はR指定）
- ダークネス(2016)
- ダーケストアワー 消滅
- ターザン:REBORN
- ダーティ・ダンシング
- ターミナル
- ターミナル・ベロシティ
- ターミネーター4（1、2、3、ニュー・フェイトはR指定）
- ターミネーター:新起動/ジェニシス
- ターミナル・ベロシティ
- タイタニック（1997）
- タイタンの戦い（2010）
- タイタンの逆襲
- 大日本人
- ダイバージェント
- ダイバージェントNEO
- ダイバージェントFINAL
- ダイ・ハード4.0（1・2・3、続編はR指定）
- タイム
- タイムトラベラー きのうから来た恋人
- タイムマシン（2002）
- タイムライン
- ダイヤモンド・イン・パラダイス
- 太陽がいっぱい(劇場再公開時)
- タイラー・ペリーの出たぞ〜! マデアのハロウィン
- タイラー・ペリーのピープルズ家の婿入り修行
- タイラー・ペリー マデアの家族葬
- ダ・ヴィンチ・コード
- ダウト 〜偽りの代償〜
- タキシード（2002）
- 奪還 DAKKAN -アルカトラズ-
- 旅するジーンズと19歳の旅立ち(前作はPG指定)
- 旅立ちの時
- ダブル・テイク
- ダブルドラゴン
- ダメ男に復讐する方法
- タラデガ・ナイト オーバルの狼
- 誰も知らない
- タロットカード殺人事件
- タロット 死を告げるカード
- 団塊ボーイズ
- ダンケルク（2017）
- ダンジョン&ドラゴン
- ダンジョンズ&ドラゴンズ/アウトローたちの誇り
- ダンシング・ハバナ
- ダンス・ウィズ・ウルブズ【劇場再公開時はPG12】
- ダンス・レボリューション
- ダンス・レボリューション2
- ダンス・レボリューション ザ・ニュースタイル
- ダンディー少佐(エクステンデッドカット版)
- チアーズ!
- 地球が静止する日
- チキンとプラム 〜あるバイオリン弾き、最後の夢〜【PG12】
- チケット・トゥ・パラダイス
- チャーリーズ・エンジェル（2000）
- チャーリーズ・エンジェル フルスロットル
- チャーリーズ・エンジェル（2019）
- チャンス!（1996）
- チャンドニー・チョーク・トゥ・チャイナ
- 菊豆
- ツーリスト
- 追憶の森
- ツイスター
- ツイスターズ
- 追跡者(1998)
- ツイン・ドラゴン
- つばさ(劇場再公開時)
- デアデビル
- ディア・エヴァン・ハンセン
- デイ・アフター・トゥモロー
- ディープ・インパクト
- ディープエンド・オブ・オーシャン
- ティーン・タイタンズ:ジューダス・コントラクト
- テイカーズ
- ディザスター・ムービー!おバカは地球を救う
- デイズ・オブ・サンダー
- ディセンバー・ボーイズ【PG12】
- ディック&ジェーン 復讐は最高!
- テイラー・スウィフト: THE ERAS TOUR
- ティル【PG12】
- デ・ヴィル家への招待状
- テッド「大人になるまで待てない！」バージョン【PG12】
- テッド2「大人になるまで待てない！」バージョン【PG12】
- デッドプール2のおとぎばなし【PG12】
- デジャヴ
- デス・オブ・スーパーマン
- デスパレート・ラン
- デス・リベンジ(続編からはR指定)
- デューン/砂の惑星
- テルマがゆく! 93歳のやさしいリベンジ
- 天気の子
- 劇場版 天元突破グレンラガン 螺巌篇
- 天国の約束
- 天使と悪魔
- デンジャラス・ビューティー
- デンジャラス・ビューティー2
- 天心
- 劇場版 転生したらスライムだった件 紅蓮の絆編【PG12】
- 劇場版 天地無用! in LOVE
- 劇場版 天地無用! 真夏のイヴ
- 劇場版 天地無用! in LOVE2 遙かなる想い
- 天と地と
- トゥー・ウィークス・ノーティス
- トゥームレイダー
- トゥームレイダー2
- トゥームレイダー ファースト・ミッション
- 東京攻略
- 東京ゴッドファーザーズ
- トウキョウソナタ
- 逃亡者(1993)
- 透明人間(1992)
- トゥモロー・ウォー
- トゥモロー・ネバー・ダイ
- トゥルー・グリット【PG12】
- トゥルース・オア・デア 〜殺人ゲーム〜
- トータル・リコール（2012）【PG12】
- トールキン 旅のはじまり【PG12】
- 時の翼にのって/ファラウェイ・ソー・クロース!
- ドクター
- ドクター・エクソシスト
- ドクター・ストレンジ
- ドクター・ストレンジ/マルチバース・オブ・マッドネス
- ドクター・ストレンジ: 魔法大戦
- ドクター・ドリトル(1998)(続編からはPG指定)
- ドクトル・ジバゴ【PG12】(劇場再公開時)
- ドク・ハリウッド
- トスカーナの休日
- 特攻野郎Aチーム THE MOVIE
- トップガン マーヴェリック（前作はPG指定）
- ドラキュラZERO
- ドラグネット 正義一直線
- ドラゴン・キングダム
- ドラゴンハート(続編はPG指定)
- ドラゴンハート 最後の闘い
- ドラゴンハート 〜新章: 戦士の誕生〜
- ドラゴンハート -明日への希望-
- ドラゴン・ハート 霊界探訪記
- ドラゴンボール超 スーパーヒーロー(前作はPG指定)
- トラップ(2024)
- ドランクモンキー 酔拳
- トランスフォーマー（2007）
- トランスフォーマー/リベンジ
- トランスフォーマー/ダークサイド・ムーン
- トランスフォーマー/ロストエイジ
- トランスフォーマー/最後の騎士王
- トランスフォーマー/ビースト覚醒
- トランスポーター
- トランスポーター2
- トランスポーター3 アンリミテッド
- トランスポーター イグニション
- トランセンデンス
- 鳥(劇場再公開時)
- ドリームガールズ
- ドリーム・ガール/ママにはないしょの夏休み
- ドリームプラン
- 劇場版 トリニティセブン -悠久図書館と錬金術少女-(続編はR指定)
- トリプルX
- トリプルX ネクスト・レベル
- トリプルX:再起動
- トルク
- トレイン・ミッション
- トレマーズ
- トレマーズ2（3はPG指定）
- トレマーズ4
- トレマーズ ブラッドライン
- トレマーズ コールドヘル
- トワイライト〜初恋〜
- トワイライト・サーガ/ブレイキング・ドーン Part1
- トワイライト・サーガ/ブレイキング・ドーン Part2【PG12】
- 敦煌
- ドンファン(1995)

### な行
- ナイアド 〜その決意は海を越える〜
- ナイスガイ
- ナイト&デイ
- ナイトスイム
- ナイトスクール
- ナイブズ・アウト/名探偵と刃の館の秘密
- ナイブズ・アウト: グラス・オニオン
- ナイル殺人事件（2022）
- ナショナル・セキュリティ
- ナショナル・ランプーン/クリスマス・バケーション(続編はPG指定)
- ナッティ・プロフェッサー クランプ教授の場合
- ナッティ・プロフェッサー2 クランプ家の面々
- ニッケル・ボーイズ
- 日本沈没(2006)
- ニューイヤーズ・イブ
- ニューオーリンズ・トライアル
- ニュー・ミュータント
- ニュームーン/トワイライト・サーガ
- ニューヨークの恋人
- ニューヨーク 冬物語
- ニンジャバットマン
- ニンジャバットマン対ヤクザリーグ
- ねぇ!キスしてよ(劇場再公開時)
- ネクスト・ドリーム/ふたりで叶える夢
- 眠れない夜はあなたと
- ネメシス/S.T.X
- ノア 約束の舟
- ノウイング
- 残された者 -北の極地-
- ノッティングヒルの恋人
- 呪い襲い殺す
- 呪い返し師—塩子誕生

### は行
- バーティカル・リミット
- ハート・オブ・ウーマン
- ハート・オブ・ストーン
- ハートブレイクホテル
- バーナデット ママは行方不明
- バーニング・オーシャン
- バービー
- パーフェクト・ガイ
- パーフェクト ストーム
- パーフェクト・ワールド
- パール・ハーバー【PG12】(ディレクターズカット版はR指定)
- バーレスク
- 劇場版ハイキュー!! ゴミ捨て場の決戦
- 陪審員2番
- ハイランダー3/超戦士大決戦(前作、続編はR指定)
- パイレーツ・オブ・カリビアン/呪われた海賊たち
- パイレーツ・オブ・カリビアン/デッドマンズ・チェスト
- パイレーツ・オブ・カリビアン/ワールド・エンド
- パイレーツ・オブ・カリビアン/生命の泉
- パイレーツ・オブ・カリビアン/最後の海賊
- パウダー
- バウンティー・ハンター
- 博士と彼女のセオリー
- 劇場版 鋼の錬金術師 シャンバラを征く者
- 白鯨との闘い
- バケモノの子
- パシフィック・リム
- パシフィック・リム: アップライジング
- パスト ライブス/再会
- 裸の銃を持つ男
- 裸の銃を持つ男 PART2 1/2
- 裸の銃を持つ男 PART33 1/3 最後の侮辱
- 裸の銃を持つ逃亡者
- 裸の十字架を持つ男/エクソシストフォーエバー
- 二十歳に還りたい。
- バック・イン・アクション
- バックマン家の人々
- パッセンジャー
- パッセンジャーズ
- パッチ・アダムス トゥルー・ストーリー
- バットマン
- バットマン リターンズ
- バットマン フォーエヴァー
- バットマン&ロビン Mr.フリーズの逆襲
- バットマン ビギンズ
- バットマン vs スーパーマン ジャスティスの誕生(アルティメット・エイディションはR指定)
- バットマン・ザ・フューチャー 蘇ったジョーカー(ディレクターズカット版)
- バットマン ゴッサムナイト
- バットマン:アンダー・ザ・レッドフード
- バットマン:ダークナイト・リターンズ Part 1
- バットマン:ダークナイト・リターンズ Part 2
- バットマン:アサルト・オン・アーカム
- バットマン VS. ロビン
- バットマン:バッド・ブラッド
- バットマン&ハーレイ・クイン
- パッドマン 5億人の女性を救った男
- ハッピー・デス・デイ
- ハッピー・デス・デイ 2U
- ハッピー・フライト
- ハドソン川の奇跡
- バトルシップ
- バトルフィールド
- バトルフィールド・アース
- 花嫁のパパ(2022)
- 花嫁はエイリアン
- パニック・フライト
- パパVS新しいパパ
- パパとマチルダ
- バブル・ボーイ
- ハミルトン(2020)
- ハムナプトラ/失われた砂漠の都
- ハムナプトラ2/黄金のピラミッド
- ハムナプトラ3 呪われた皇帝の秘宝
- ハムレット(1996)
- ハモンド家の秘密
- パラダイス・ナウ
- ハリー・ポッターと炎のゴブレット
- ハリー・ポッターと不死鳥の騎士団
- ハリー・ポッターと死の秘宝 PART1
- ハリー・ポッターと死の秘宝 PART2
- ハリエット
- ハリガン氏の電話
- 張り込みプラス(前作はR指定)
- (ハル)
- 遥かなる戦場(劇場再公開時)
- 遥かなる大地へ
- ハルク
- バレンタインデー
- パワーレンジャー
- ハンガー・ゲーム【PG12】
- ハンガー・ゲーム2
- ハンガー・ゲーム FINAL: レジスタンス
- ハンガー・ゲーム FINAL: レボリューション
- ハンガー・ゲーム0
- ハン・ソロ/スター・ウォーズ・ストーリー
- バンテージ・ポイント
- バンドレロ(劇場再公開時)
- ハンナ
- バーバーショップ3 リニューアル!
- バンバン!
- バンブルビー
- ヒア アフター
- ビートルジュース ビートルジュース(前作はPG指定)
- ビーン（続編はG指定）
- 光をくれた人
- ピクセル（2015）
- ピクチャーブライド
- 美女と野獣(2014)
- ビッグ・トラブル（2002）
- ビッグ・フィッシュ
- ビッグママ・ハウス
- ビッグママ・ハウス2
- ビッグママ・ハウス3
- ピッチ・パーフェクト
- ピッチ・パーフェクト2
- ピッチ・パーフェクト ラストステージ
- ヒュービーのハロウィーン
- ビリーブ 未来への大逆転
- ビン・ラディンを探せ! 〜スパーロックがテロ最前線に突撃!〜
- ファーザー
- ファースト・マン
- ファイナルファンタジー
- ファイナルファンタジーVII アドベントチルドレン
- ファイナル・プラン
- ファイナル・プロジェクト
- ファイティング・ファミリー
- ファイブ・ナイツ・アット・フレディーズ
- ファイヤーウォール
- ファウンダー ハンバーガー帝国のヒミツ
- ファウンテン 永遠につづく愛
- ファウンテン・オブ・ユース 神秘の泉を探せ
- ファミリー・プラン
- ファンタジー・アイランド
- ファンタスティック・ビーストと魔法使いの旅
- ファンタスティック・ビーストと黒い魔法使いの誕生
- ファンタスティック・ビーストとダンブルドアの秘密
- ファンタスティック・フォー ［超能力ユニット］（続編はPG指定）
- ファンタスティック・フォー
- ファンタスティック4:ファースト・ステップ
- フィービー・ケイツの私の彼は問題児（ドドンパ）
- フィフス・ウェイブ
- フィフス・エレメント
- フィラデルフィア
- フィンチ
- フールズ・ゴールド/カリブ海に沈んだ恋の宝石【PG12】
- フェイブルマンズ【PG12】
- フェンス
- フォエバー・フレンズ
- フォーカス(2001)
- フォードvsフェラーリ
- フォールガイ
- フォトグラフ
- フォレスト・ガンプ/一期一会【劇場再公開時はPG12】
- 深い谷の間に
- ブギーマン(2005)
- ブギーマン(2023)【PG12】
- 不屈の男 アンブロークン【PG12】
- 武士の一分
- ふたりで終わらせる/IT ENDS WITH US
- ふたりの女王 メアリーとエリザベス
- ブック・オブ・クラレンス 嘘つき救世主のキセキ
- フッド: ザ・ビギニング
- フットルース 夢に向かって
- 豹/ジャガー(劇場再公開時)
- フライド・グリーン・トマト
- フライト・ゲーム
- フライトプラン
- フライ・ミー・トゥ・ザ・ムーン
- ブラインド・デート
- プラクティカル・マジック
- プラダを着た悪魔
- ブラックアダム（当初はR指定となっていたが、製作側がMPAに4回も再審査を要請した結果、PG-13指定に引き下げられた。）
- ブラック・ウィドウ
- ブラック・クリスマス
- ブラック・ドッグ
- ブラックパンサー
- ブラックパンサー/ワカンダ・フォーエバー
- ブラックライト
- ブラッドショット
- フランケンシュタイン 恐怖の生体実験(劇場再公開時)
- フリー・ガイ
- プリースト
- ブリグズビー・ベア【PG12】
- ブリッジ・オブ・スパイ
- ブリッツ ロンドン大空襲
- プリティ・ヘレン
- プリンス/アンダー・ザ・チェリー・ムーン
- プリンス・オブ・ペルシャ/時間の砂
- ブルークラッシュ
- ブルース&ロイドのボクらもゲットスマート
- ブルース・オールマイティ(続編はPG指定)
- ブルース・ブラザース2000(前作はR指定)
- プルート・ナッシュ
- ブルービートル
- ブルーラグーン(前作はR指定)
- 劇場版ブルーロック -EPISODE 凪-
- フルスロットル
- プレステージ
- ブロークン・イングリッシュ
- プロジェクトA
- プロジェクトA2 史上最大の標的
- プロジェクト・アルマナック
- プロジェクト・イーグル
- プロジェクトV
- プロデューサーズ(2005)
- プロフェシー
- プロフェッショナル(1966)(劇場再公開時)
- プロムナイト(2008)
- プロメア
- ベイビー・トーク【劇場再公開時はPG12】
- ベイビーママ
- ペイ・フォワード 可能の王国
- ヘイル、シーザー!
- ヘイロー・レジェンズ
- ベオウルフ/呪われし勇者
- ベガスの恋に勝つルール
- ベガス流 ヴァージンロードへの道
- ペギー・スーの結婚
- 北京原人の逆襲
- ベクシル 2077日本鎖国
- ベケット(1964)(劇場再公開時)
- ベスト・キッド:レジェンズ
- ベスト・フレンズ・ウェディング
- ベッカムに恋して
- ヘッド・オブ・ステイト
- ベビーシッター・アドベンチャー
- ペリカン文書
- ペルセポリス
- ベルファスト
- ヘルプ 〜心がつなぐストーリー〜
- ヘルボーイ(2004)
- ヘルボーイ/ゴールデン・アーミー
- ベルボーイ狂騒曲/ベニスで死にそ〜
- ベルリン・天使の詩
- ベンジャミン・バトン 数奇な人生
- ペンタゴン・ペーパーズ/最高機密文書
- ペントハウス
- ベン・ハー（2016）
- ホイットニー・ヒューストン I WANNA DANCE WITH SOMEBODY【PG12】
- 砲艦サンパブロ(劇場再公開時)
- 封神伝奇 バトル・オブ・ゴッド
- ボーダーランズ
- ホーリー・ウェディング
- ボーン・アイデンティティー
- ボーン・スプレマシー
- ボーン・アルティメイタム
- ボーン・レガシー
- ホーンテッドマンション(2023)
- 僕たちのアナ・バナナ
- 僕と彼女とオーソン・ウェルズ
- 僕と世界の方程式【PG12】
- 僕の大事なコレクション
- ぼくの名前はズッキーニ
- 僕のヒーローアカデミア THE MOVIE:～２人の英雄～
- 僕のヒーローアカデミア THE MOVIE:ヒーローズライジング
- 僕のヒーローアカデミア THE MOVIE:ワールド ヒーローズ ミッション
- 僕のヒーローアカデミア THE MOVIE ユアネクスト
- 保険調査員フランク25
- 星の王子 ニューヨークへ行く2（前作はR指定）
- ポセイドン
- ポゼッション(2012)
- ホット・ショット
- ホット・ショット2
- ホット・チック
- ホテル・ルワンダ
- ポトフ 美食家と料理人
- 炎のメモリアル
- 仄暗い水の底から
- ホビット 思いがけない冒険
- ホビット 竜に奪われた王国
- ホビット 決戦のゆくえ(エクステンデッドカット版はR指定)
- ボブ・マーリー:ONE LOVE【PG12】
- ボヘミアン・ラプソディ
- ほぼ300
- ほぼトワイライト
- ポラロイド
- ポリスアカデミー2 全員出動!(前作はR指定、続編からはPG指定)
- ポリス・ストーリー/香港国際警察
- ポリス・ストーリー2/九龍の眼(続編はR指定)
- ポリス・ストーリー/レジェンド
- ホリデイ
- ポルターガイスト2(前作はPG指定)
- ポルターガイスト3 / 少女の霊に捧ぐ…
- ポルターガイスト(2015)
- ホワイト・オランダー
- ホワイトナイツ/白夜
- ホワイトハウス・ダウン
- ホワット・ライズ・ビニース

### ま行
- マーウェン
- マークスマン
- マーズ・アタック!
- マーダー・ミステリー
- マーダー・ミステリー2
- マーティン・スコセッシ 私のイタリア映画旅行
- マーベルズ
- マイアミ・ガイズ -俺たちはギャングだ-
- マイアミ・ラプソディー
- マイ・インターン
- 迷子の大人たち
- マイ・スパイ
- マイ・スパイ2 永遠の都へ行く
- マイティ・ソー
- マイティ・ソー/ダーク・ワールド
- マイティ・ソー/バトルロイヤル
- マイネーム・イズ・ハーン
- マイノリティ・リポート
- マギー
- マグニフィセント・セブン
- マスク(1985)
- マスク(1994)(続編はPG指定)
- マスク・オブ・ゾロ(続編はPG指定)
- マスター・アンド・コマンダー
- マダム・ウェブ
- マックス・ペイン【PG12】（ノーカット版はR指定）
- マッチスティック・メン【PG12】
- マッド・ラブ
- マッド・ファット・ワイフ
- マッドマックス/サンダードーム（1、2、続編はR指定）
- マディソン郡の橋
- マドンナのスーザンを探して
- マネーボール
- マリー・アントワネット
- マリー・ミー
- マルコムX
- マン・オブ・スティール
- マン・オン・ワイヤー
- マンハッタン・ラプソディ
- マン・フロム・トロント
- マンマ・ミーア!
- マンマ・ミーア! ヒア・ウィー・ゴー
- ミーティング・ヴィーナス
- ミーン・ガールズ(2004)
- ミーン・ガールズ(2024)
- 見えない目撃者(2015)
- ミケランジェロ・プロジェクト
- ミスター・アーサー(2011)
- ミスター・ガラス
- ミスター・ベースボール
- ミス・ペレグリンと奇妙なこどもたち
- ミセス・ダウト
- ミッション:インポッシブル
- ミッション:インポッシブル/ゴースト・プロトコル
- ミッション:インポッシブル/ローグ・ネイション
- ミッション:インポッシブル/フォールアウト
- ミッション:インポッシブル/デッドレコニング PART ONE
- ミッション:インポッシブル/ファイナル・レコニング
- ミッシング ID【PG12】
- ミッドウェイ(2019)
- ミニミニ大作戦(2003)
- ミュータント・タートルズ（2014）
- ミュータント・ニンジャ・タートルズ：影＜シャドウズ＞
- 未来警察
- ミリオンダラー・ベイビー【PG12】
- みんなのうた
- ムーラン（2020）(ディズニーの実写リメイク作品における初のPG-13指定作品[6])
- ムーラン・ルージュ
- ムーンフォール
- ムーンライズ・キングダム【PG12】
- ムーンライト・マイル
- メアリーの総て
- メイズ・ランナー
- メイズ・ランナー2: 砂漠の迷宮
- メイズ・ランナー: 最期の迷宮
- 名探偵ポアロ:ベネチアの亡霊
- 女神が家にやってきた
- めぐり逢い(1994)
- メジャーリーグ3（前作はPG指定）
- メダリオン
- メッセージ
- メッセージ・イン・ア・ボトル
- メトロポリス
- メラニーは行く!
- メリンダとメリンダ
- メン・イン・ブラック
- メン・イン・ブラック2
- メン・イン・ブラック3
- メン・イン・ブラック:インターナショナル
- メンフィス・ベル
- モーグリ: ジャングルの伝説
- モータル・コンバット（1995）
- モータルコンバット2
- モービウス
- モナリザ・スマイル
- ものすごくうるさくて、ありえないほど近い
- もののけ姫
- ももいろそらを
- モンスターハンター
- モンタナの風に抱かれて
- モンテ・クリスト伯

### や行
- ヤァヤァ・シスターズの聖なる秘密
- 奴らを高く吊るせ!(劇場再公開時)
- ヤングガン2(前作はR指定)
- ヤング・シャーロック/ピラミッドの謎
- 勇気あるもの
- 夢見る頃を過ぎても
- 妖怪大戦争(2005)
- 善き人に悪魔は訪れる
- 夜は短し歩けよ乙女

### ら行
- ラーメンガール
- ライジング・ドラゴン
- ライセンス・トゥ・ウェディング
- ライト/オフ
- ライラの冒険 黄金の羅針盤
- ラザロ・エフェクト
- ラスティン: ワシントンの「あの日」を作った男
- ラスト・アクション・ヒーロー
- ラスト・ウィッチ・ハンター【PG12】
- ラストエンペラー【劇場再公開時はPG12】
- ラスト・オブ・モヒカン
- ラスト・クリスマス
- ラスト・ソルジャー
- ラストミッション
- ラッキー・ユー
- ラッシュアワー
- ラッシュアワー2
- ラッシュアワー3
- ラ★バンバ
- ラブ・アゲイン
- ラブソングができるまで
- ラブ・ダイアリーズ
- ラブ&マーシー 終わらないメロディー【PG12】
- ラブリーボーン
- ラ・ラ・ランド
- ラン・ファットボーイ・ラン 走れメタボ
- ランペイジ 巨獣大乱闘
- リーグ・オブ・レジェンド/時空を超えた戦い
- リクルート
- リサ・フランケンシュタイン
- リスペクト
- 理想の恋人.com
- リディック（ノーカット版はR指定）（前作、続編はR指定）
- リトル
- リトル・ショップ・オブ・ホラーズ(1986)
- リトル★ダイナマイツ/ベイビー・トークTOO【劇場再公開時はPG12】
- リトル・ダンサー
- リトル★ニッキー
- リプレイスメント
- リメンバー・ミー(2010)
- 理由なき反抗(劇場再公開時)
- リンカーン
- 臨死
- ルーザーズ
- ル・ブレ
- レイクビュー・テラス 危険な隣人
- レイニーデイ・イン・ニューヨーク【PG12】
- レイン・オブ・ザ・スーパーメン
- レオニー
- レジェンド 三蔵法師の秘宝
- レッド・ドーン
- レッド・ノーティス
- レッド・バロン(1971)(劇場再公開時)
- レッド・バロン(2008)
- レッド・ワン
- レディ・イン・ザ・ウォーター
- レディ・プレイヤー1
- レディホーク
- レナードの朝
- レニー・ハーリン コベナント 幻魔降臨
- レフト・ビハインド
- レプリカズ
- レベッカ(2020)
- レ・ミゼラブル(1998)
- レ・ミゼラブル(2012)
- レミニセンス【PG12】
- レモ/第1の挑戦
- 恋愛小説家
- 恋愛だけじゃダメかしら?
- 恋愛適齢期
- ロイヤル・ナイト 英国王女の秘密の外出【PG12】
- 老人Z
- ローガン・ラッキー
- ローグ・ワン/スター・ウォーズ・ストーリー
- ローデッド・ウェポン1
- ロード・オブ・ザ・リング
- ロード・オブ・ザ・リング/二つの塔
- ロード・オブ・ザ・リング/王の帰還
- ロード・オブ・ザ・リング/ローハンの戦い
- ローラーガールズ・ダイアリー【PG12】
- ローン・レンジャー（2013）
- ロスト・シティZ 失われた黄金都市
- ロスト・バケーション【PG12】
- ロスト・ワールド/ジュラシック・パーク
- ロッキー4/炎の友情（1、2、3、ザ・ファイナルはPG指定）
- ロッキー5/最後のドラマ
- ロック・オブ・エイジズ【PG12】（ノーカット版はR指定）
- ロビン・フッド(1991)
- ロビン・フッド(2010)
- ロボコップ3（前作まではR指定）
- ロボコップ（2014）
- ロマンシング・アドベンチャー/キング・ソロモンの秘宝(続編はPG指定)
- ロミオ+ジュリエット
- ロンゲスト・ヤード(2005)
- ロンゲスト・ライド

### わ行
- ワース 命の値段
- ワールド・ウォーZ
- ワールド・トレード・センター
- ワールド・イズ・ノット・イナフ
- ワイアット・アープ
- ワイルド・ストーム
- ワイルド・スピード
- ワイルド・スピードX2
- ワイルド・スピードX3 TOKYO DRIFT
- ワイルド・スピード MAX
- ワイルド・スピード MEGA MAX
- ワイルド・スピード EURO MISSION
- ワイルド・スピード SKY MISSION
- ワイルド・スピード ICE BREAK
- ワイルド・スピード/スーパーコンボ
- ワイルド・スピード/ジェットブレイク
- ワイルド・スピード/ファイヤーブースト
- ワイルド・ワイルド・ウエスト
- 若き勇者たち（初めてPG-13指定を受けた映画）
- わたしが美しくなった100の秘密
- 私の頭の中の消しゴム
- ワルキューレ
- ワンダーウーマン
- ワンダーウーマン 1984
- ワン・デイ 23年のラブストーリー
- ワン・ミス・コール

### アルファベット
- A.I.
- ARGYLLE/アーガイル
- CLOSE/クロース
- Crouching Tiger Hidden Dragon: ソード・オブ・デスティニー
- D.N.A./ドクター・モローの島
- DOA/デッド・オア・アライブ
- Dr.パルナサスの鏡【PG12】
- DROP/ドロップ
- DUNE/デューン 砂の惑星
- DUNE/デューン 砂の惑星 PART2
- D-WARS ディー・ウォーズ【PG12】
- EX MACHINA(前作はR指定)
- FALL/フォール
- F1/エフワン
- gifted/ギフテッド
- G.I.ジョー
- G.I.ジョー バック2リベンジ
- G.I.ジョー:漆黒のスネークアイズ
- GOAL!
- GODZILLA
- GODZILLA ゴジラ
- HERE 時を越えて
- HERO(2002)
- JUNO/ジュノ
- KINGSGLAIVE FINAL FANTASY XV
- Lift/リフト
- LOVERS
- MAMA【PG12】
- MEG ザ・モンスター
- MEG ザ・モンスターズ2
- MEMORIES
- M:I-Ⅱ
- M:I-3
- MONA 彼女が殺された理由
- Mr.&Mrs. スパイ
- Mr.&Mrs. スミス
- Mr.ダマー2 1/2
- MR.デスティニー
- Mr.3000
- MUD -マッド-【PG12】
- M3GAN ミーガン【PG12】
- M3GAN/ミーガン 2.0
- NEXT -ネクスト-
- ONE PIECE エピソードオブアラバスタ 砂漠の王女と海賊たち
- ONE PIECE FILM RED
- PLANET OF THE APES/猿の惑星
- PROMISE
- Ray/レイ【PG12】
- REBEL MOON: パート1 炎の子(ディレクターズカット版はR指定)
- REBEL MOON: パート2 傷跡を刻む者(ディレクターズカット版はR指定)
- RED/レッド
- REDリターンズ
- SAYURI
- search/サーチ
- search/#サーチ2【PG12】
- Shall We Dance?
- Something Borrowed/幸せのジンクス
- SPIRIT(2006)
- 劇場版 SPY×FAMILY CODE: White
- SUPER8/スーパーエイト
- S.W.A.T.
- TAXI NY
- TENET テネット[7]
- THE BATMAN-ザ・バットマン-
- THE FIRST SLAM DUNK
- THE JUON/呪怨【PG12】
- THE MYTH/神話
- THE PROMISE/君への誓い
- The Son/息子
- TIME/タイム
- U-571
- WHO AM I?
- X-ファイル ザ・ムービー
- X-ファイル: 真実を求めて
- X-ミッション【PG12】
- X-MEN
- X-MEN2
- X-MEN:ファイナル ディシジョン
- X-MEN:ファースト・ジェネレーション
- X-MEN:フューチャー&パスト
- X-MEN:アポカリプス
- X-MEN:ダーク・フェニックス

### 数字
- 007/消されたライセンス（前作まではPG指定）
- 007/ダイ・アナザー・デイ
- 007/カジノ・ロワイヤル（2006）
- 007/慰めの報酬
- 007 スカイフォール
- 007 スペクター
- 007/ノー・タイム・トゥ・ダイ
- 3人のエンジェル
- 6デイズ/7ナイツ
- 7 WISH/セブン・ウィッシュ
- 9 〜9番目の奇妙な人形〜
- 9デイズ
- 10日間で男を上手にフル方法
- 10 クローバーフィールド・レーン
- 13デイズ
- 15時17分、パリ行き（当初はR指定としたが、イーストウッド監督とワーナー・ブラザースはより幅広い層の観客に本作を鑑賞してもらいたいと抗議した結果、PG-13指定に引き下げられた。）
- 16ブロック
- 17歳の肖像
- 25年目のキス
- 42 〜世界を変えた男〜
- 47RONIN（続編はR指定）
- 50回目のファースト・キス(2004)
- 60セカンズ
- 65/シックスティ・ファイブ
- 96時間【PG12】
- 96時間/リベンジ
- 96時間/レクイエム
- 355【PG12】
- (500)日のサマー
- 500ページの夢の束
- 1408号室
- 2012
- 6888郵便大隊
- 7500(2014)